# Agrostis peruviana
Agrostis peruviana é uma espécie de gramínea do gênero Agrostis, pertencente à família Poaceae.